# Keresztelő Szent János fejevétele templom (Giródtótfalu)
A giródtótfalui Keresztelő Szent János fejevétele templom műemlékké nyilvánított épület Romániában, Máramaros megyében. A romániai műemlékek jegyzékében az MM-II-m-A-04770 sorszámon szerepel.